# ピアノ・キャンパス
ピアノ・キャンパス (Piano Campus)は、フランスのポントワーズで行われる少人数制の国際ピアノコンクール。ピアノ・キャンパス国際ピアノコンクール、と各種文献で紹介されることもある。

## 概要
12人以内で争われる。
2005年からはAAFに参加したため急激に知名度が上がり、現在ではWFIMCに加盟した国際コンクール優勝のためのジャンプボードの役割を果たし続けている。
しかし、ここ数年は欧州連合の少子化を反映したのか、ピアノ・キャンパス優勝から華麗にWFIMCに加盟した国際コンクール優勝には繋がらないケースも増えている。現在はYoutubeなどのオンラインを活用したため、予選本選を通じ負担が少ない。
多くの特別賞が出されることで有名である。

## 過去の優勝者一覧
Alink-Argerich財団のホームページを参考にしている。各種特別賞は省略している。
- 2002年 Siheng Song (中国)
- 2003年 Hyo-Joo Lee (韓国)
- 2004年 Mariya Kim (ウクライナ)
- 2005年 Mu-ye Wu (中国)
- 2006年 Felix Raffel (ドイツ)
- 2007年 Nareh Arghamanyan (アルメニア)
- 2008年 Lilit Grigoryan (アルメニア)
- 2009年 Sae-Nal Kim (韓国)
- 2010年 Beatrice Magnani (イタリア) + 聴衆賞
- 2011年 Elizaveta Ivanova (ロシア)
- 2012年 Yekwon Sunwoo (韓国)
- 2013年 Kana Okada (日本)
- 2014年 Jong-Hai Park (韓国)
- 2015年 Luka Okros (ジョージア/イギリス) + 聴衆賞
- 2016年 Nicolas Giacomelli (イタリア) + 聴衆賞
- 2017年 Hin Yat Tsang (香港)
- 2018年 Yeon Taek Oh (韓国) + 聴衆賞
- 2019年 Joon Yoon (韓国)
- 2020年 Timofey Vladimirov (ロシア) + 聴衆賞
- 2022年 Gabriel Durliat (フランス)
- 2023年 Simon Karakulidi (ロシア) + 聴衆賞
- 2024年 Elian Ramamonjisoa (フランス) + 聴衆賞